# Nauthar
Nauthar (nep. नौथर) – gaun wikas samiti w zachodniej części Nepalu w strefie Gandaki w dystrykcie Lamjung. Według nepalskiego spisu powszechnego z 2001 roku liczył on 469 gospodarstw domowych i 2303 mieszkańców (1212 kobiet i 1091 mężczyzn).